# Trachelas volutus
Trachelas volutus là một loài nhện trong họ Trachelidae.
Loài này thuộc chi Trachelas. Trachelas volutus được Willis J. Gertsch miêu tả năm 1935.